# بوبي غاريت
بوبي غاريت (بالإنجليزية: Bobby Garrett)‏ هو لاعب كرة قدم أمريكية أمريكي، ولد في 16 أغسطس 1932 في لوس أنجلوس في الولايات المتحدة، وتوفي في 5 ديسمبر 1987 في ويستمينستير في الولايات المتحدة.

## وصلات خارجية
- بوبي غاريت على موقع مرجع كرة القدم المحترفة.كوم (الإنجليزية)